# Dècada del 1460 aC
La dècada de 1460 aC comprèn el període d'anys entre el 1469 aC i el 1460 aC, tots dos inclosos.

## Esdeveniments
- Vers 1470/1460 aC Parsatatar succeeix en el tron de Mitanni a Barattarna.
- Després de 1469 aC Tuthmosis III inicia la recuperació del Llevant. Entra al anomenat país de Djahi (Palestina i Líban), conquesta Gaza i Jaffa i troba escassa resistència. Però a mesura que ocupa altres ciutats la resistència es fa més forta a partir de Jurza (al nord de Saruhen). Els egipcis entren a Jehem i els sublevats i aliats hurrites es refugien a Meggido que queda assetjada durant 9 mesos. Batalla de Meggido (s'han proposat dates entre 1479 i 1457 aC). Victòria egípcia que força als 330 prínceps rebels a sotmetre's. Els egipcis ocupen Jenoam a la riba del llac Tiberíades i altres llocs més al nord. Meggido i altres 119 ciutats perden la seva independència i passen a formar part del domini reial directe egipci. Kadesh es mantindrà com a principat sota nominal vassallatge egipci, però de manera efectiva el seu rei va mantenir l'aliança amb Mitanni. Els egipcis arriben fins al riu Orontes, però la vall inferior d'aquest riu quedarà sota influència de Mitanni. Després de sotmetre als nòmades cananeus, els egipcis es van dirigir contra els fenicis de la costa (els fenicis eren la branca sedentària dels cananeus) ocupant primer Arvad i després, en una campanya naval de tres anys, totes les ciutats al nord de Tir; després van seguir les ciutats fenícies que resistien (Simirra, Biblos, Ullaza i Sumur) mentre per terra era ocupada Damasc però no aconseguien ocupar Kadesh; a la tornada van trobar revoltada Ardata (Arvat?). Preparació de l'ofensiva contra Mitanni; durant els preparatius (vers 1460 aC) Tunip va fomentar una revolta a Ullaza que els egipcis van haver de sufocar.
- Vers 1460 aC Karaindash succeeix al rei cassita Agum III de Babilònia.
- Vers 1460 aC, mort de Hantilis II, rei hitita. Possible curt regnat del vell Tahurwailis (cosi de Telepinus). Debia morir al cap de poc temps i el va succeir Zidantas II, nebot de Hantilis II.

## Personatges destacats
- Tuthmosis III, faraó d'Egipte
- Barattarna de Mitanni
- Hantilis II, rei Hitita